# Anielin (Pępowo)
Anielin – część wsi Pępowo w Polsce, położona w województwie wielkopolskim, w powiecie gostyńskim, w gminie Pępowo.
W latach 1975–1998 Anielin należał administracyjnie do województwa leszczyńskiego.